# Master of Puppets (nummer)
Master of Puppets is een nummer van de heavymetalband Metallica. Het is de eerste single van het gelijknamige album, Master of Puppets en werd uitgebracht op 2 juli 1986 bij Elektra Records.
Net als op het voorgaande album, Ride the Lightning, wordt het titelnummer voorafgegaan aan een snel nummer dat een soort intro vormt voor het wat langere titelnummer. Op de B-kant van de vinylsingle (7-inch) staat het nummer Welcome Home (Sanitarium).
Master of Puppets is nog steeds een van de meest gespeelde live-nummers van Metallica uit de tijd van Cliff Burton, wat ook diens lievelingsnummer was na het uitkomen van het album.
De teksten in het nummer gaan vooral over druggebruik, ook instrumentaal is duidelijk verschil te horen, waarmee de verschillende mentale toestanden die kunnen ontstaan onder invloed van een drug, of erna, weergegeven worden via de muziek. Zanger James Hetfield bevestigt dit in interviews.

## Bandleden/tekstschrijvers
- Lars Ulrich - drummer
- Cliff Burton - bassist †
- James Hetfield - zanger en slaggitarist
- Kirk Hammett - gitarist

## NPO Radio 2 Top 2000
| Nummer met noteringen in de NPO Radio 2 Top 2000 | '14  | '15  | '16 | '17 | '18 | '19 | '20 | '21 | '22 | '23 | '24 |
| ------------------------------------------------ | ---- | ---- | --- | --- | --- | --- | --- | --- | --- | --- | --- |
| Master of Puppets                                | 1470 | 1140 | 109 | 93  | 89  | 85  | 88  | 65  | 29  | 32  | 33  |

1. ↑  Een vetgedrukt getal geeft de hoogste notering aan.
2. ↑  2014 was het eerste jaar met een notering voor dit nummer.